# Asthetairoi
Los asthetairoi (singular asthetairos) fueron la élite de la infantería macedonia. Eran elegidos entre los pezhetairoi, pero la distinción ha dado lugar a debates, aunque parece que más tarde el nombre de asthetairoi fue preferido al de pezhetairoi.
Estaban equipados con una sarissa, un escudo argivo y una espada corta. Llevaban un casco de bronce. Fueron los guardaespaldas de los reyes macedonios.
- Datos: Q8207440